# 王冠植民地
王冠植民地（おうかんしょくみんち、英: Crown colony）または王領植民地、王室植民地（おうりょうしょくみんち、おうしつしょくみんち、英: Royal colony）は、イギリス（イングランド）において王室の直轄領である植民地のこと。直轄植民地（ちょっかつしょくみんち）とも。イギリスの植民地の統治形態の類型の1つであり、他に領主植民地・自治植民地（特許植民地）がある。王冠植民地では総督（Governor）を始めとした植民地政府の高官を王室が任命し、統治にあたらせた。この任命は絶対王政時代は国王が行ったが、18世紀以降は植民地大臣または本国議会の助言に基づいて行われた。一般には現地の統治機関として植民地人からなる植民地議会（参事会）も存在し、君主に対する枢密院のように総督を補佐したが、18世紀末のアメリカのように自治権を巡って総督と激しく対立した場合もある。
13植民地のうち、アメリカ独立時に王冠植民地であったものは8つ（ニューハンプシャー・マサチューセッツ・ニューヨーク・ニュージャージー・バージニア・ノースカロライナ・サウスカロライナ・ジョージア）であり、領主植民地や自治植民地よりも数の上では多いが、最初から王冠植民地だったものはない。成功したり、国防上重要な植民地を強制的に直轄地にする場合のほか、例えば最初の王冠植民地であったバージニア植民地（ジェームズタウン植民地）のように、失敗した植民地が経営権を放棄して直轄領になるものもあった。また、独立時に王冠植民地ではなかったものでも、ジェームズ2世によるニューイングランド王領のように、一時期、王冠植民地になっていたものもある。なお、ニューヨーク植民地はジェームズ2世が王太子時代から領主を務めたが、王太子時代は領主植民地に分類し、国王即位に伴って王冠植民地になったとみなす。

## 歴史
初期のイギリス植民地は多くの場合、領主植民地や自治植民地であり、通常は国王から与えられた特許状（勅許状、Charter）に基づいて植民地法人が設立され、統治がなされていた。最初の王冠植民地は1624年のバージニア植民地であるが、これはもともと1607年に建設されたバージニア会社の特許植民地（ジェームズタウン植民地）であったものを、特許を取り消して王室直轄領に変更したものである。
王冠植民地という用語は後世に作られたものであり、19世紀半ばまではトリニダード・トバゴのような対外戦争で獲得した植民地を指した。その後、英領インドを除くすべてのイギリス領土と、カナダ、ニューファンドランド、ブリティッシュコロンビア、ニューサウスウェールズ、クイーンズランド、南オーストラリア、タスマニア、ビクトリア、西オーストラリア、ニュージーランドなどの自治領（ドミニオン）に広く適用された。

## 統治機関
王冠植民地では国王に任命された総督（勅任総督、Governor）を統治者として現地で執務を行わせた。この任命は、19世紀半ばまでには植民地大臣の助言に基づいて行われるようになった。時代が下がると本国議会の助言で総督が任命されることもあったが、植民地人は本国議会に代表を持たないため、植民地人が総督を選ぶことは原則として無かった。ただし、マサチューセッツ湾直轄植民地のように総督の任命にあたって、植民地人の助言が認められていた事例もある。通常、総督は、植民地人から選出されて立法や課税などの広範な権利をもつ植民地議会（参事会）と協力して行政を行った。17世紀は総督が植民地議会の代議士を任命したり、意に沿わない議会を解散させるといった強権を振るうことができたが、議会は立法権と予算の支出権を持ち、総督を牽制して自治権を拡大させていった。